# Moyenne contre-harmonique
En mathématiques, une moyenne contre-harmonique est une fonction complémentaire de la moyenne harmonique. La moyenne contre-harmonique est un cas particulier de la moyenne de Lehmer, {\displaystyle L_{p}}, où p = 2.

## Définition
La moyenne contre-harmonique d'un ensemble de nombres positifs est définie comme la moyenne arithmétique des carrés des nombres divisée par la moyenne arithmétique des nombres :{\displaystyle {\begin{aligned}\operatorname {C} \left(x_{1},x_{2},\dots ,x_{n}\right)&={{1 \over n}\left(x_{1}^{2}+x_{2}^{2}+\cdots +x_{n}^{2}\right) \over {1 \over n}\left(x_{1}+x_{2}+\cdots +x_{n}\right)},\\[3pt]&={{x_{1}^{2}+x_{2}^{2}+\cdots +x_{n}^{2}} \over {x_{1}+x_{2}+\cdots +x_{n}}}.\end{aligned}}}

## Propriétés
Il est facile de montrer que la moyenne contre-harmonique satisfait les propriétés caractéristiques d'une moyenne d'une liste de valeurs {\textstyle \mathbf {x} } :
- {\displaystyle \min \left(\mathbf {x} \right)\leq \operatorname {C} \left(\mathbf {x} \right)\leq \max \left(\mathbf {x} \right)}
- pour tout t > 0, {\displaystyle \operatorname {C} \left(t\cdot \mathbf {x} _{1},t\cdot \mathbf {x} _{2},\,\dots ,\,t\cdot \mathbf {x} _{n}\right)=t\cdot C\left(\mathbf {x} _{1},\mathbf {x} _{2},\,\dots ,\,\mathbf {x} _{n}\right)}

La première propriété implique la propriété du point fixe, que pour tout k > 0,
{\displaystyle \operatorname {C} \left(k,k,...,k\right)=k}
La moyenne contre-harmonique a une valeur supérieure à la moyenne arithmétique et également supérieure à la moyenne quadratique :{\displaystyle \min(\mathbf {x} )\leq \operatorname {H} (\mathbf {x} )\leq \operatorname {G} (\mathbf {x} )\leq \operatorname {L} (\mathbf {x} )\leq \operatorname {A} (\mathbf {x} )\leq \operatorname {R} (\mathbf {x} )\leq \operatorname {C} (\mathbf {x} )\leq \max(\mathbf {x} )}
où x est une liste de valeurs, H est la moyenne harmonique, G est la moyenne géométrique, L est la moyenne logarithmique, A est la moyenne arithmétique, R est la moyenne quadratique et C est la moyenne contre-harmonique. À moins que toutes les valeurs de x ne soient identiques, les inégalités sont dans le cas général strictes.
Le nom contre-harmonique peut être dû au fait que lorsque l'on prend la moyenne de seulement deux variables, la moyenne contre-harmonique est autant supérieure à la moyenne arithmétique que la moyenne arithmétique n'est supérieure à la moyenne harmonique (c'est-à-dire que la moyenne arithmétique des deux variables est égale à la moyenne arithmétique de leur moyenne harmonique et contre-harmonique).

## Formules à deux variables
D'après les formules de la moyenne arithmétique et de la moyenne harmonique de deux variables, on a :
{\displaystyle {\begin{aligned}\operatorname {A} (a,b)&={{a+b} \over 2}\\\operatorname {H} (a,b)&={1 \over {{1 \over 2}\cdot {\left({1 \over a}+{1 \over b}\right)}}}={{2ab} \over {a+b}}\\\operatorname {C} (a,b)&=2\cdot A(a,b)-H(a,b)\\&=a+b-{{2ab} \over {a+b}}={{(a+b)^{2}-2ab} \over {a+b}}\\&={{a^{2}+b^{2}} \over {a+b}}\end{aligned}}}
Comme dit supra, pour deux variables, la moyenne arithmétique des moyennes harmonique et contre-harmonique est exactement égale à la moyenne arithmétique :
{\displaystyle \operatorname {A} (\operatorname {H} (a,b),\operatorname {C} (a,b))=\operatorname {A} (a,b)}
Quand a tend vers 0, H(a, b) tend également vers 0. La moyenne harmonique est très sensible aux faibles valeurs. En revanche (et symétriquement), la moyenne contre-harmonique est sensible aux valeurs plus grandes, donc lorsque a tend vers 0 alors C(a, b) tend vers b (donc leur moyenne reste A(a, b)).
Il existe deux autres relations notables entre les moyennes à deux variables. Premièrement, la moyenne géométrique des moyennes arithmétique et harmonique est égale à la moyenne géométrique des deux valeurs :{\displaystyle \operatorname {G} (\operatorname {A} (a,b),\operatorname {H} (a,b))=\operatorname {G} \left({{a+b} \over 2},{{2ab} \over {a+b}}\right)={\sqrt {{{a+b} \over 2}\cdot {{2ab} \over {a+b}}}}={\sqrt {ab}}=\operatorname {G} (a,b)}La deuxième relation est que la moyenne géométrique des moyennes arithmétique et contre-harmonique est la moyenne quadratique :{\displaystyle {\begin{aligned}\operatorname {G} \left(\operatorname {A} (a,b),\operatorname {C} (a,b)\right)={}&\operatorname {G} \left({{a+b} \over 2},{{a^{2}+b^{2}} \over {a+b}}\right)\\={}&{\sqrt {{{a+b} \over 2}\cdot {{a^{2}+b^{2}} \over {a+b}}}}={}{\sqrt {{a^{2}+b^{2}} \over 2}}\\[2pt]={}&\operatorname {R} (a,b)\end{aligned}}}La moyenne contre-harmonique de deux variables peut être construite géométriquement à l'aide d'un trapèze (cf.  ).

### Constructions supplémentaires
La moyenne contre-harmonique peut être construite sur un cercle similaire à la façon dont les moyennes pythagoriciennes de deux variables y sont construites. La moyenne contre-harmonique est le reste du diamètre sur lequel se situe la moyenne harmonique.

## Propriétés
La moyenne contre-harmonique d'une variable aléatoire est égale à la somme de la moyenne arithmétique et de la variance divisée par la moyenne arithmétique. Puisque la variance est toujours positive, la moyenne contre-harmonique est toujours supérieure ou égale à la moyenne arithmétique.
Le rapport de la variance sur la moyenne arithmétique a été proposé comme statistique de test par Clapham. Cette statistique est la moyenne contre-harmonique moins un.
Elle est également liée à la statistique de Katz:
{\displaystyle J_{n}={\sqrt {\frac {n}{2}}}{\frac {s^{2}-m}{m}}}où m est la moyenne arithmétique, s2 la variance et n est la taille de l'échantillon.
Jn est asymptotiquement distribué normalement avec une moyenne de 0 et une variance de 1.

## Utilisations en statistiques
Le problème d'un échantillon biaisé par la taille a été discuté par Cox en 1969 sur un problème d'échantillonnage des fibres. L'espérance d'un échantillon biaisé en taille est égale à sa moyenne contre-harmonique.
La probabilité qu'une fibre soit échantillonnée est proportionnelle à sa longueur. Pour cette raison, la moyenne habituelle de l'échantillon (moyenne arithmétique) est un estimateur biaisé de la vraie moyenne. Pour voir cela, considérez{\displaystyle g(x)={\frac {xf(x)}{m}}}où f(x) est la distribution réelle de la population, g(x) est la distribution pondérée par la longueur et m est la moyenne arithmétique de l'échantillon. Prendre l'espérance habituelle de la moyenne ici donne la moyenne contre-harmonique plutôt que la moyenne (arithmétique) habituelle de l'échantillon. Ce problème peut être surmonté en prenant à la place l'espérance de la moyenne harmonique (1/x). L'espérance et la variance de 1/x sont{\displaystyle \operatorname {E} \left[{\frac {1}{x}}\right]={\frac {1}{m}}}et une variance {\displaystyle \operatorname {Var} \left({\frac {1}{x}}\right)={\frac {m\mathrm {E} \left({\frac {1}{x}}-1\right)}{nm^{2}}}}où E est l'opérateur d'espérance. Asymptotiquement E[1/x] est distribué normalement.
L'efficacité asymptotique de l'échantillonnage biaisé par la longueur dépend - par rapport à l'échantillonnage aléatoire - de la distribution sous-jacente. si f (x) est log normal, l'efficacité est de 1 tandis que si la population est distribuée gamma d'indice b, l'efficacité est de b/(b − 1) .
Cette distribution a été utilisée dans plusieurs domaines,.
Elle a été utilisée dans l'analyse d'images.

## Histoire
La moyenne contre-harmonique a été découverte par le mathématicien grec Eudoxe au IVe siècle av. J.-C.